# Anthropologie économique

L'anthropologie économique est un champ de la discipline anthropologique qui étudie les modes d'organisation collective par lesquels les sociétés humaines produisent et répartissent les biens nécessaires à leur vie matérielle et culturelle. 
Ce domaine de l'anthropologie a principalement été exploré par le courant marxiste à travers les études de Maurice Godelier ou de Claude Meillassoux, ainsi que par l'œuvre de Karl Polanyi et ses successeurs.

## Origines

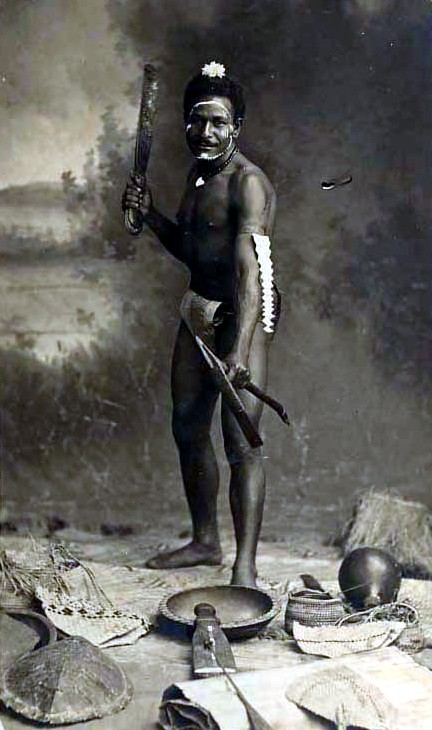
Un autochtone Massim des îles Trobriand avec sa massue, sa houe et d'autres artefacts, v. 1910.

Dès ses débuts, l'anthropologie met en évidence la diversité des modèles économiques et leur rôle dans le fonctionnement de toute société humaine. Un des premiers anthropologues à aborder la question de l'importance des échanges et de la compétition qu'ils peuvent induire est l'américain Franz Boas (1858-1942) à travers ses travaux sur le Potlatch, pratiqué par les sociétés autochtones de la côte nord-ouest de l'Amérique .
Marcel Mauss s'est intéressé aux cultures dont l'économie est fondée sur le don plutôt que sur l'échange marchand. L'anthropologue Bronislaw Malinowski a lui aussi travaillé sur le domaine économique en décrivant le système de la kula dans les sociétés trobriandes.
Ces analyses détaillées ouvrirent la porte à la remise en question de la vision évolutionniste des systèmes économiques, dominante jusqu'au début du XXe siècle. Elles montrent que de nombreuses activités économiques se développent au-delà des besoins de subsistance. Karl Polanyi se basera sur ces études anthropologiques pour relativiser le modèle occidental moderne de la société marchande et démontrer que non seulement il n'est qu'un modèle parmi d'autres dans les sociétés, mais un cas à part qui renverse la logique qui veut que le moyen (l'économie) soit soumis à la fin (la société).

### Mythe de l'économie de subsistance
Dans la lignée d'Adam Smith, une pensée très répandue était celle du sauvage en perpétuelle quête de nourriture pour pouvoir à peine survivre. Seul le développement de techniques en vue de maitriser la nature, et en parallèle d'un système marchand ou capitaliste, peut libérer les sociétés primitives de la misère, leur permettre de disposer de "loisir" et ainsi pouvoir fabriquer de la culture. Ces sociétés n'auraient donc pu développer qu'une économie de subsistance ou auto-subsistance.
Récemment, les recherches anthropologiques menées auprès de sociétés dites de chasseurs-cueilleurs (par ex. Aborigènes de la Terre d'Arnhem, Bochimans du Kalahari) et mises à profit par Marshall Sahlins en 1976 remettent en question ce préjugé idéologique. Marshall Sahlins, dans Âge de pierre, âge d'abondance, cherche en effet à montrer que ces sociétés consacrent extrêmement peu de temps à leur subsistance et disposent de larges "loisirs", sans parler d'une culture extrêmement complexe, et ceci malgré le fait que ces peuples ne disposent aujourd'hui que des terres les plus inhospitalières.

## Approches
Trois écoles se partagent le champ d'investigation de l'anthropologie économique, se basant sur des définitions différentes de ce qu'est l'économie .

### Formalistes
Ce courant se base sur une définition restrictive de l'économie , celle de Lionel Robbins (1935), qui consiste à voir l'économie comme la science qui étudie le comportement humain comme une relation entre des fins et des moyens rares qui ont des usages alternatifs. Cette vision de l'économie restreint l'objet d'étude de l'anthropologie économique aux comportements humains qui combinent au mieux des moyens déterminés et rares pour atteindre des fins spécifiques. Cela sous-tend la notion de rareté, de choix rationnel, de compétition entre acteurs et par extension l'idée moderne d'un Homo œconomicus animé par le goût du profit personnel et pour qui la fin justifie les moyens. Le courant formaliste ne conçoit donc qu'un seul type d'économie, celui de l'économie de marché et de la compétition . Les formes primitives d'échange sont donc étudiées comme des formes inférieures ou primitives d'économie capitaliste et l'économie libérale est perçue comme naturelle et universelle. 
Les principaux représentants de ce courant sont Melville Herskovits, Edward LeClair, Harold Schneider, Robbins Burling, Richard Salisbury.

### Substantivistes
Le courant des substantivistes se base sur une définition plus large de l'économie. Pour eux, l'anthropologie économique étudie l'ensemble des rapports sociaux qui règlent dans toute société la production et la répartition des biens matériels .
Les grandes figures de ce mouvement, Karl Polanyi et George Dalton, mettent en évidence que les rapports dits économiques sont encastrés dans les rapports sociaux en général. Ils doivent être compris comme des processus réels visant à assurer la subsistance. Les études substantivistes se concentrent sur la production, la circulation et la distribution des biens. Ce courant, contrairement aux formalistes, insiste sur le fait qu'une économie considérée comme primitive diffère de l'économie marchande par sa nature profonde et non par son degré d’évolution, ce qui l'amène à contester le concept eurocentrique de développement.

### Courant marxiste
Les marxistes tentent sur base de l'appareil conceptuel commencé par Karl Marx d'expliquer le pourquoi et le comment des variétés de modèles économiques, mais aussi leurs rôles et fonctions dans les sociétés. Maurice Godelier, Claude Meillassoux, E. Terray sont des figures de ce mouvement.